# Grimmia richardii
Grimmia richardii là một loài Rêu trong họ Grimmiaceae. Loài này được (Brid.) Spreng. mô tả khoa học đầu tiên năm 1827.